# Riserva naturale Aïr-Ténéré
La Riserva naturale dell'Aïr e del Ténéré è una riserva naturale nazionale del Niger. Essa è nata nel 1988 come riserva nazionale (Réserve naturelle nationale de l'Aïr et du Ténéré, decreto n° 88-019 del 22 gennaio 1988), e contestualmente la sua parte centrale è stata dichiarata riserva naturale integrale col nome di Sanctuaire des Addax ("Santuario dell'antilope Addax"), (decreto n° 88-020, 22 gennaio 1988; i due decreti sono stati pubblicati nella Gazzetta Ufficiale del Niger del 15-03-1988).
Dal 1991 la Riserva è stata classificata dall'UNESCO tra i patrimoni dell'umanità, alla 15ª sessione del Comitato Patrimoni dell'Umanità. Dal 1997 è riserva della biosfera.